# 雅里湖源國家公園

5°42′18″S 62°32′38″W / 5.705°S 62.544°W
雅里湖源國家公園（葡萄牙語：Parque Nacional das Nascentes do Lago Jari），是巴西的國家公園，位於該國西北部亞馬遜州，成立於2008年5月8日，佔地約81.3萬公頃，覆蓋貝魯里和塔保阿地區。